# Jenette Goldstein

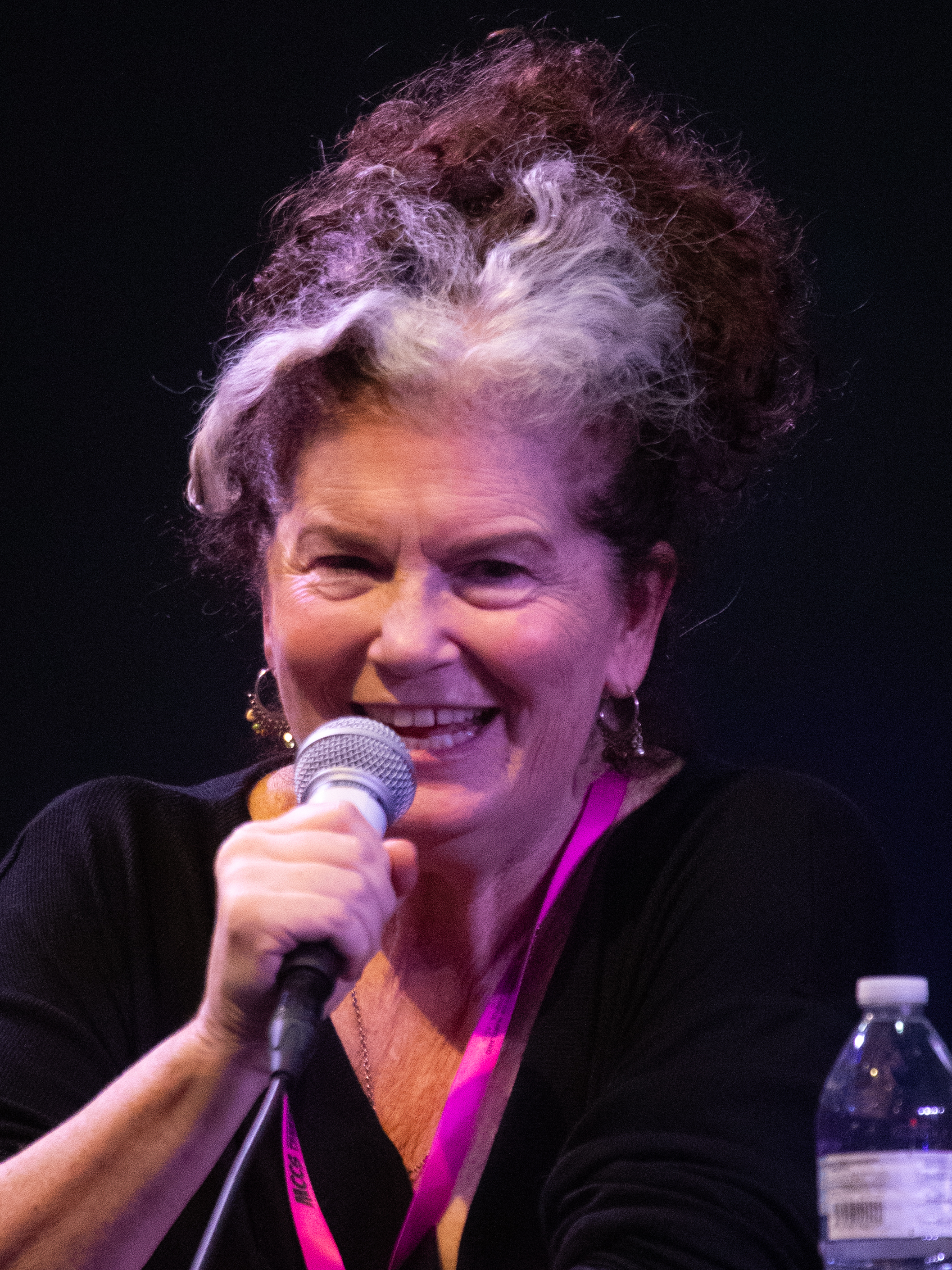
Jenette Goldstein (2023)

Jenette Elise Goldstein (* 4. Februar 1960 in Beverly Hills, Kalifornien) ist eine US-amerikanische Film- und Theaterschauspielerin. Bekannt wurde sie vor allem durch ihre Zusammenarbeit mit Regisseur James Cameron, der sie in seinen Filmen Aliens – Die Rückkehr, Terminator 2 – Tag der Abrechnung und Titanic besetzte.

## Leben und Werk
Goldstein wuchs in den Slums von Beverly Hills auf. Schon in jungen Jahren entschied sie sich, Schauspielerin zu werden. Erste Erfahrungen sammelte sie im Schauspielkurs an der Beverly Hills Highschool, später an der University of California, Santa Barbara. Es folgte eine Ausbildung beim Circle in the Square Theatre in New York City.
Nachdem sie einen britischen Veterinär geheiratet hatte, zog das Paar gemeinsam nach London. Dort absolvierte sie ein einjähriges postgraduales Studium an der Webber Douglas Academy of Dramatic Art. Zur gleichen Zeit beschäftigte sie sich verstärkt mit Frauenbodybuilding, auf das sie zuerst in Hyam’s Gym in East London aufmerksam wurde.
Ihren ersten Filmauftritt hatte Goldstein in James Camerons Science-Fiction-Film Aliens – Die Rückkehr, in dem sie die Elite-Soldatin Private Vasquez spielte. Beim Casting dachte sie zunächst, dass es sich um einen Film über Auswanderer (Aliens = Ausländer, Fremdling) handelte. Dort trug sie eine ärmellose Bluse und ihre gestählten Oberarme gaben schließlich den Ausschlag dafür, dass sie die Rolle der Vasquez erhielt. Diese Rolle machte sie schlagartig bekannt, da sie zusammen mit Sigourney Weaver als erste Schauspielerinnen bislang Männern vorbehaltene Rollen der Actionhelden übernahmen. In einem Rückblick auf die Alien-Filme urteilte die Kritikerin Anne Blume 1998, die Rolle der Vasquez bliebe zwar weitgehend auf das Militärische reduziert, sei jedoch bemerkenswerterweise als durchtrainierte, muskelbepackte „Superamazone“ deutlich widerstandsfähiger als ihre männlichen Kameraden:

„Im weiteren Verlauf der Handlung fällt Vasquez dann die Rambo-Rolle zu (auch visuell: Stirnband, nackte Arme und jede Menge dieser lächerlich überdimensionierten Waffen vor dem Körper). Während männliche Soldaten 'weibliche' Reaktionen zeigen, indem sie angesichts der Bedrohung durch die Aliens ‘hysterisch’ werden, bleibt Vasquez absolut tough.“

Goldstein selbst sah gerade Camerons Fokus auf weibliche Actionhelden als „bahnbrechend“ an und verstand den Film auch immer als feministisches Werk. Für ihre Rolle als Vasquez erhielt sie im selben Jahr den Saturn Award für die beste Nebendarstellerin. James Cameron war von Goldsteins Arbeit begeistert und besetzte sie später erneut in seinen Filmen Terminator 2 – Tag der Abrechnung und Titanic. In Letzterem besetzte Cameron sie als irische Mutter, die als Auswanderin auf der Titanic reist – eine offensichtliche Anspielung auf das Missverständnis beim Alien-Casting.
In Star Trek: Treffen der Generationen war sie 1994 als Wissenschaftsoffizier der Enterprise B zu sehen. Seit Ende der 1990er Jahre trat Goldstein überwiegend nur noch in Fernsehserien auf. Sie übernahm auch Rollen beim Theater, so in Arthur Millers Nach dem Sündenfall (After the Fall) oder einer Inszenierung von Elektra.
Im Jahr 2009 gründete sie ihr Unternehmen Jenette Bras, mit dem sie Büstenhalter in Übergrößen produziert und vertreibt. 2014 trat sie mit ihrem Unternehmen in dem deutschen Dokumentarfilm Bra Wars – Hollywoods Affäre mit dem BH auf.

## Filmografie (Auswahl)
- 1986: Aliens – Die Rückkehr (Aliens)
- 1987: Near Dark – Die Nacht hat ihren Preis (Near Dark)
- 1987: Max Headroom (Fernsehserie, Episode 2x04)
- 1988: Martini Ranch – Reach (Musikvideo)
- 1988: Presidio (The Presidio)
- 1988: Nacht der Entscheidung – Miracle Mile (Miracle Mile)
- 1989: Brennpunkt L.A. (Lethal Weapon II)
- 1991: Terminator 2 – Tag der Abrechnung (Terminator 2: Judgment Day)
- 1991: MacGyver (Fernsehserie, Episode 7x04 Der Feuerteufel)
- 1992: Ehekriege (Civil Wars, Fernsehserie, Episode 2x04)
- 1993: Mord ist die Rache (Donato and Daughter, Fernsehfilm)
- 1994: L.A. Law – Staranwälte, Tricks, Prozesse (L.A. Law, Fernsehserie, Episode 8x12 Wir Kannibalen der Berge)
- 1994: Star Trek: Treffen der Generationen (Star Trek: Generations)
- 1995: Der Klient (The Client, Fernsehserie, Episode 1x03)
- 1995: Fair Game
- 1997: Touch Me – Kampf gegen die Zeit (Touch Me)
- 1997: Titanic
- 1998: Senseless
- 1998: Fear and Loathing in Las Vegas
- 1998: Wachgeküßt (Living Out Loud)
- 1998: Eine himmlische Familie (Den syvende himmel, Fernsehserie, Episode 3x04 Missverständnisse)
- 1998, 2000: Emergency Room – Die Notaufnahme (ER, Fernsehserie, 2 Episoden)
- 1999: Smut
- 2000: Strong Medicine: Zwei Ärztinnen wie Feuer und Eis (Strong Medicine, Fernsehserie, Episode 1x09)
- 2001: Six Feet Under – Gestorben wird immer (Six Feet Under, Fernsehserie, Episode 1x11 Der verhängnisvolle Ausflug)
- 2001: It Is What It Is
- 2002: Clockstoppers
- 2002: Home Room
- 2003: Alias – Die Agentin (Alias, Fernsehserie, Episode 2x14 Doppelter Agent)
- 2003: Der Appartement Schreck (Duplex)
- 2004: 24 (Fernsehserie, 2 Episoden)
- 2005: The Inside (Fernsehserie, Episode 1x05)
- 2008: Autopsy
- 2010: Medium – Nichts bleibt verborgen (Medium, Fernsehserie, Episode 6x16)
- 2013: A Hollywood Affair (Fernsehserie, Episode 2x01)
- 2014: Bra Wars – Hollywoods Affäre mit dem BH
- 2014: Under the Hollywood Sign
- 2019: Star Trek: Short Treks (Fernsehserie, 2 Episoden, Sprechrolle)